# Leão-do-atlas
O leão-do-atlas (nome científico: Panthera leo leo), também conhecido por leão-da-barbária ou leão-berbere, foi uma população de leão que foi extinta na natureza no século XX. Era encontrado no norte da África, do Egito a Marrocos.
Desde 2017, devido às grandes semelhanças genéticas e morfológicas, o leão-do-atlas, o leão-asiático, o leão-da-áfrica-ocidental e o leão-da-áfrica-central passaram a ser todas designadas como Panthera leo leo.[carece de fontes?]

## Características

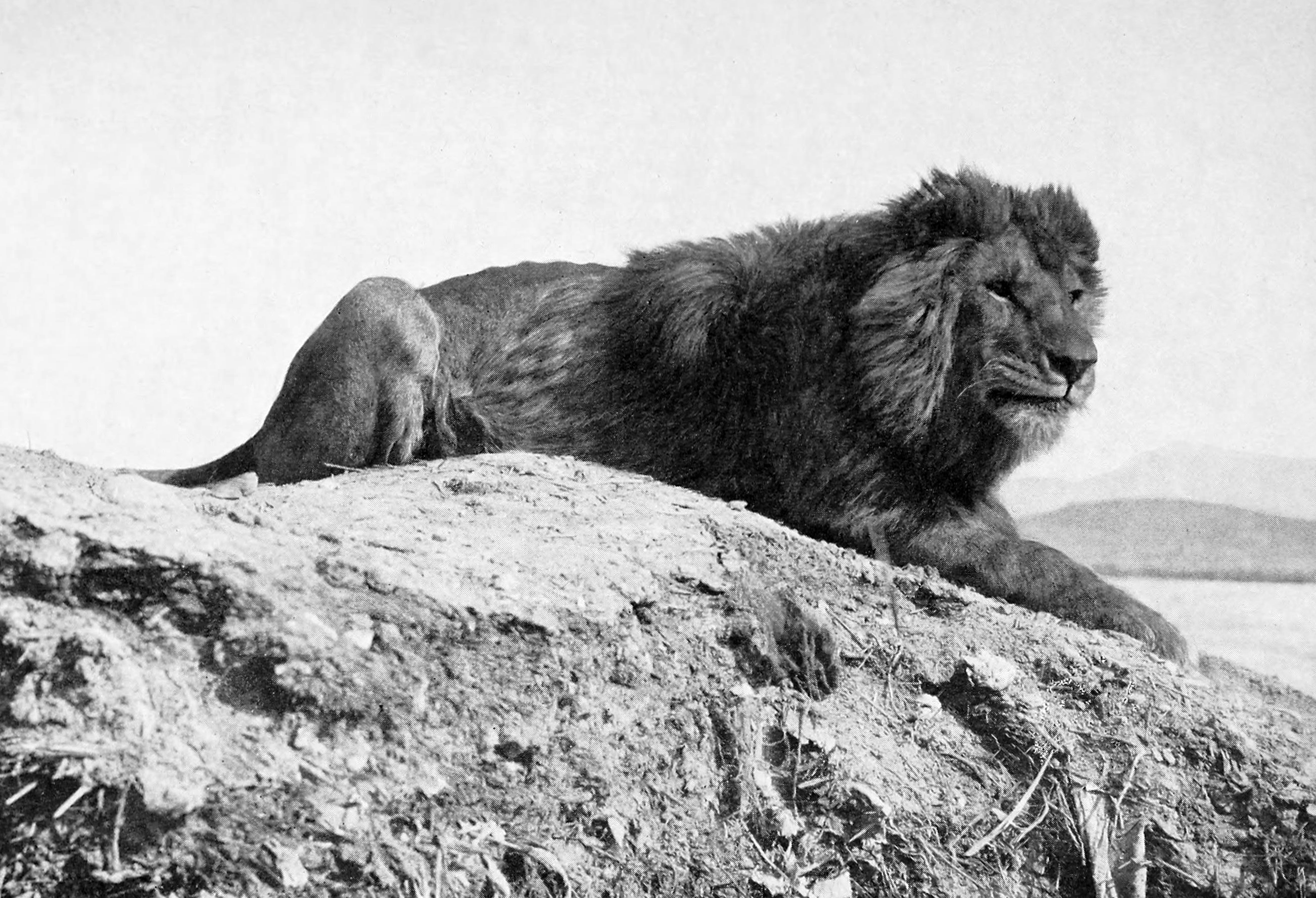
Fotografia de um exemplar na Argélia tirada por Sir Alfred Edward Pease por volta de 1893.

Os machos têm/tinham como característica uma imensa juba preta, que cobria grande parte de seu corpo. Por muito tempo foi considerada uma das maiores subespécies de leão. Os espécimes empalhados encontrados em museus mostram que os leões machos possuíam cerca de 2,35 a 2,60 metros de comprimento total (incluindo a cauda). Provavelmente, o maior leão-do-atlas já registrado foi um macho de 2,80 metros de comprimento total, incluindo sua longa cauda de 75 cm. Alguns registros históricos relatam enormes animais abatidos, porém a veracidade destes registros é extremamente questionavel. Algumas fontes mencionam sobre ser a maior subespécie de leão, porém não há nenhuma evidência disso, é realmente muito difícil de concluir se esta realmente era a maior subespécie de leão.
Porém, ele é extremamente semelhante ao leão da África do Norte, e baseado nisso, seu peso deve ser entre 160 a 190kg, podendo ter exemplares maiores

## Distribuição geográfica

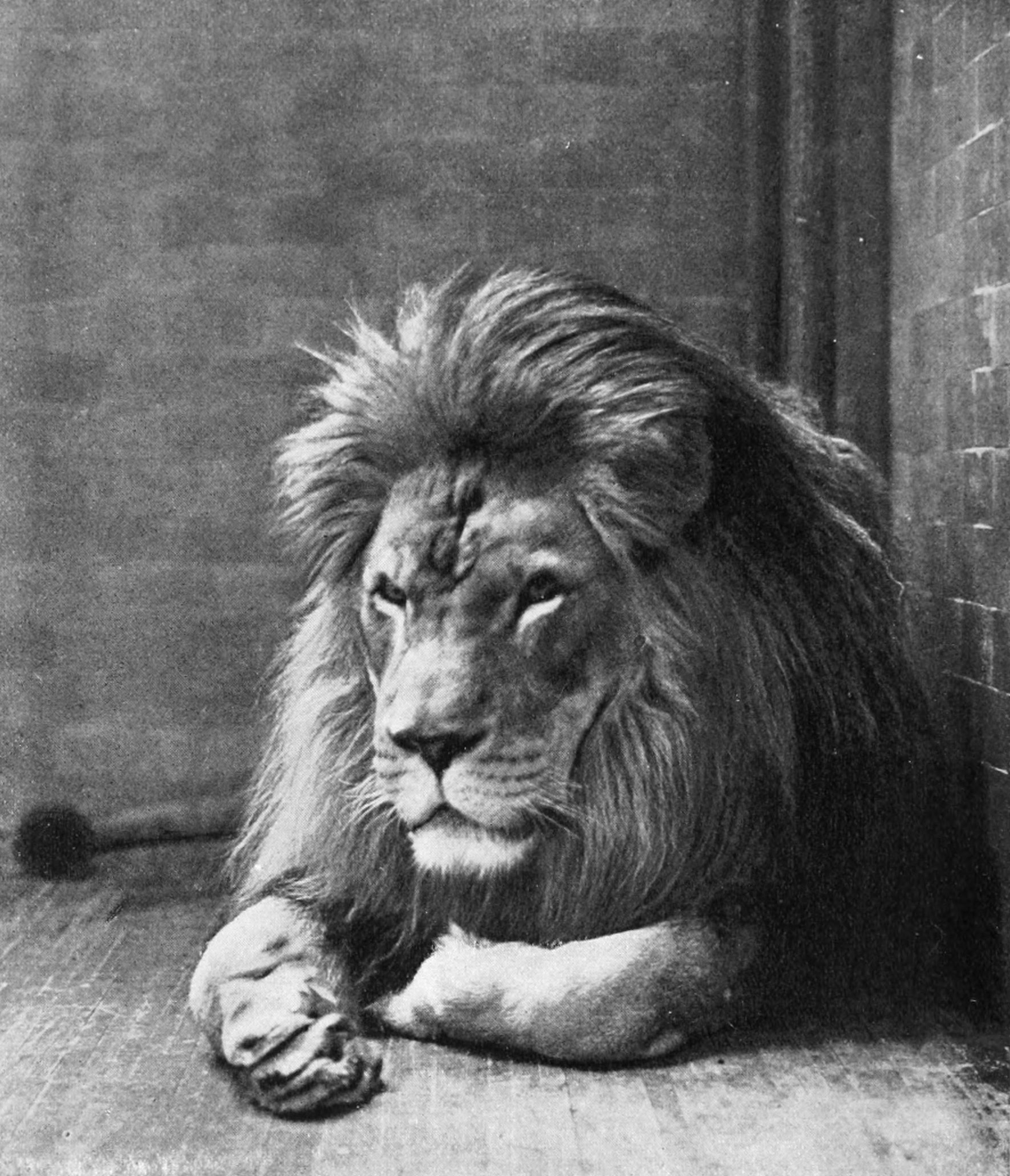
Leão do atlas. Zoológico de Nova Iorque, 1897

Originalmente o leão-do-atlas era encontrado em grande parte da região norte da África.
Seu habitat se estendia de Marrocos ao Egito, ao longo da costa sul do Mar Mediterrâneo. Ao contrário dos leões do resto de África, os leões-do-atlas viviam em áreas montanhosas e florestadas. Juntamente com o também extinto leão-europeu, o leão-do-atlas foi muito utilizado no Coliseu romano, trazidos dos montes do Norte da África. Após a extinção do leão-europeu, o leão-do-atlas passou a ser ainda mais utilizado. Júlio César chegou a contar com 600 leões e Pompeu, 400. Por volta de 1700 foi extinto da Líbia. Em 1891 foi extinto da Tunísia e em 1893 da Argélia. O último leão-do-atlas em liberdade foi morto em 1922 em Marrocos, na região dos montes Atlas. Acreditou-se que estava extinto até que foram encontradas em cativeiro algumas populações com características desta subespécie.

## Parentesco asiático

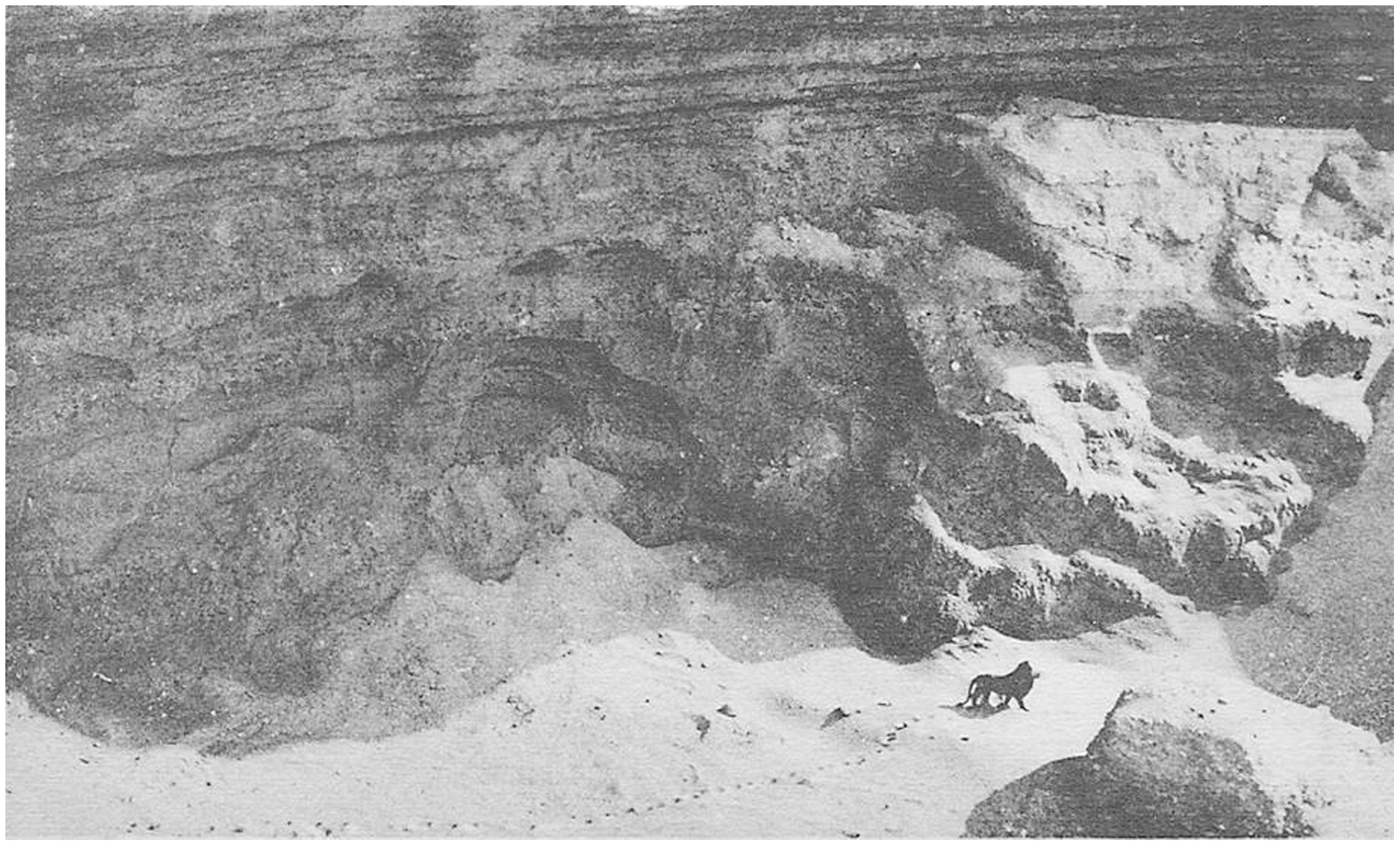
Foto tirada por Marcelin Flandrin em 1925, possivelmente a última foto tirada deste leão na natureza.

Em 1968, um estudo feito entre crânios de leões das subespécies do Atlas, a extinta subespécie do Cabo, asiática e outros leões africanos mostrou que as mesmas características do crânio existem apenas nos crânios de leões-do-atlas e asiático. Isto mostra que houve um forte parentesco entre os leões do norte da África e da Ásia. Acredita-se também que o leão-europeu que se extinguiu por volta de 80-100 d.C. possa ser o elo entre as populações da Ásia e do Norte da África.

## Projeto Leão-do-atlas
Descobriu-se que alguns leões, em zoológicos ao redor do mundo inteiro, são descendentes dos leões-do-atlas, porém não pertencem a uma linhagem pura, ou seja, estão hibridizados. O Projeto Leão-do-atlas foi criado com o intuito de recriar o leão-do-atlas, através de uma cuidadosa reprodução selecionada entre os seus descendentes. Testes de DNA revelaram quais são os descendentes mais puros, que serão utilizados no projeto. Os leões do zoológico Tebara, em Rabat, Marrocos, são provavelmente os leões menos hibridizados, ou seja, contém mais genes do leão-do-atlas do que os outros descendentes. O projeto pretende também, após recriar o leão-do-atlas, reintroduzi-lo na natureza.
O projeto está atualmente parado por falta de fundos. 